# Ommatius neotropicus
Ommatius neotropicus là một loài ruồi trong họ Asilidae. Ommatius neotropicus được Curran miêu tả năm 1928. Loài này phân bố ở vùng Tân nhiệt đới.